# Starlux Airlines
Starlux Airlines (chinesisch 星宇航空, Pinyin Xīng yǔ hángkōng) ist eine taiwanische Fluggesellschaft mit Sitz in Taipeh und Basis auf dem Flughafen Taiwan Taoyuan.

## Geschichte
Die Gründung der Starlux Airlines wurde im November des Jahres 2016 angekündigt. Im April 2017 wurde die Fluggesellschaft beim taiwanischen Wirtschaftsministerium registriert. Der Gründer der Airline, Kuo-wei Chang, war bis 2016 Chairman der Eva Air.
Im Jahr 2019 wurden bei Airbus 17 Flugzeuge des Typs Airbus A350 bestellt. Außerdem wurden bis Januar 2020 drei Airbus A321neo übernommen, mit denen am 24. Januar 2020 der Flugbetrieb aufgenommen wurde. Seit dem 18. März 2020 ist der Flugbetrieb aufgrund der COVID-19-Pandemie ausgesetzt. Es war geplant, den Flugbetrieb am 1. Mai 2020 wieder aufzunehmen. Im September 2020 kündigte Starlux an 8 Airbus A330neo zu leasen. Damit sollen regionale Strecken in Asien bedient werden. Im Februar 2022 wurde der erste A330-900 an Starlux Airlines ausgeliefert.

## Service

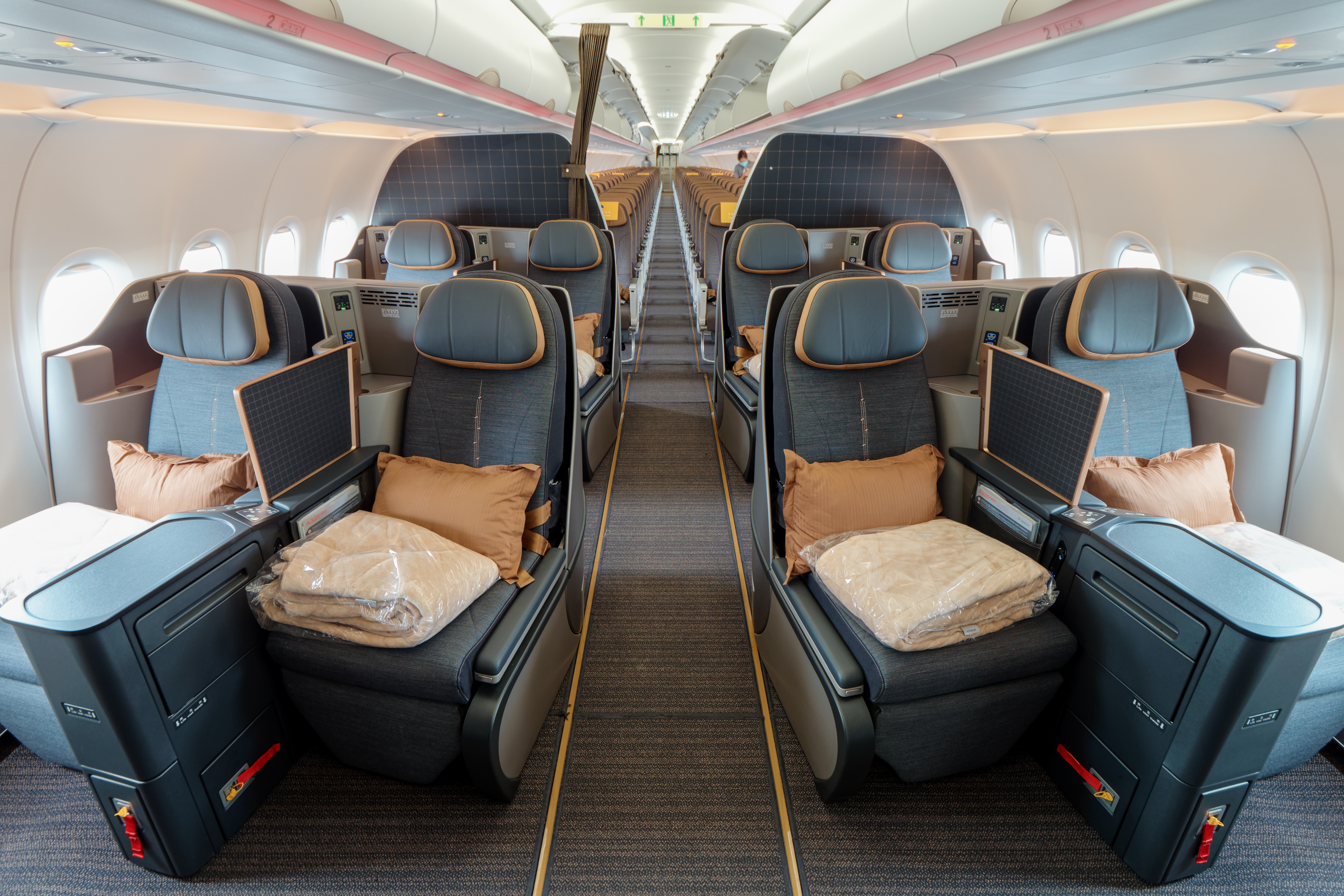
Kabine eines Airbus A321neo

Starlux Airlines bietet in allen Reiseklassen kostenloses WLAN an. Außerdem sind alle Sitze mit einem Stromanschluss und In-Flight-Entertainment-Systemen ausgestattet; die Sitze der Business Class lassen sich in ein flaches Bett verwandeln.

## Streckennetz
Aktuell werden ab dem Flughafen Taiwan Taoyuan unter anderem folgende Ziele bedient: Macau, Bangkok, Penang, Kuala Lumpur, Singapur, Ho Chi Minh City, Danang, Manila, Cebu, Fukuoka, Osaka, Tokyo, San Francisco und Los Angeles.

## Flotte
Mit Stand Juni 2025 besteht die Flotte der Starlux Airlines aus 28 Flugzeugen mit einem Durchschnittsalter von 2,8 Jahren:
| Flugzeugtyp        | Anzahl | bestellt | Anmerkungen                        | Sitzplätze (First/Business/Eco+/Eco) | Durchschnittsalter |
| ------------------ | ------ | -------- | ---------------------------------- | ------------------------------------ | ------------------ |
| Airbus A321neo     | 13     | 06       | Erste Auslieferung im Oktober 2019 | (-/8/-/180)                          | 3,9 Jahre          |
| Airbus A330-900neo | 05     | 03       | Auslieferung seit Februar 2022     | (-/28/-/269)                         | 2,8 Jahre          |
| Airbus A350-900    | 10     |          |                                    | (4/26/36/240)                        | 1,3 Jahre          |
| Airbus A350-1000   |        | 18       |                                    | – offen –                            |                    |
| Airbus A350F       |        | 10       |                                    | Cargo                                |                    |
| Gesamt             | 28     | 37       |                                    |                                      | 2,8 Jahre          |